# Seinäjoki (Verwaltungsgemeinschaft)

Lage der Verwaltungsgemeinschaft Seinäjoki in Finnland

Die Verwaltungsgemeinschaft Seinäjoki (finnisch Seinäjoen seutukunta) ist eine von vier Verwaltungsgemeinschaften (seutukunta) der finnischen Landschaft Südösterbotten. 

## Zugehörende Gemeinden
Zum Verwaltungsgebiet gehören sechs Städte und Gemeinden. Die Flächenangabe bezieht sich auf die Landfläche (Stand 1. Januar 2013), die aufgrund der in der Regel zum Gemeindegebiet zugehörenden Seeflächen nur eine Teilmenge der Gesamtfläche darstellt. Einwohnerzahlen Stand 31. Dezember 2022::
| Gemeinde        | Einwohner | Fläche (km²) | Ew./km² |
| --------------- | --------- | ------------ | ------- |
| Ilmajoki        | 12.369    | 576,79       | 21,4    |
| Isokyrö         | 4.406     | 357,03       | 12,3    |
| Kauhava, Stadt  | 15.116    | 1.313,69     | 11,5    |
| Kurikka, Stadt  | 19.890    | 1.724,16     | 11,5    |
| Lapua, Stadt    | 14.099    | 737,15       | 19,1    |
| Seinäjoki,Stadt | 65.323    | 1.431,64     | 45,6    |

Lapua wurde am 1. Januar 2007 eingegliedert und gehörte zuvor zur Verwaltungsgemeinschaft Härmänmaa. 2009 wurden der Rest von Härmänmaa (Gemeinden Jalasjärvi und Kurikka) sowie die Verwaltungsgemeinschaft Eteläiset seinänaapurit (Gemeinde Kauhava) der Verwaltungsgemeinschaft Seinäjoki angeschlossen.